# گلن مورشور
گلن گرو مورشور (به انگلیسی: Glenn Grove Morshower) (زاده ۲۴ آوریل ۱۹۵۹ - تگزاس) بازیگر آمریکایی است. او از سال ۱۹۷۶ وارد عرصه بازیگری شد.
از فیلم‌ها یا برنامه‌های تلویزیونی که وی در آن نقش داشته است می‌توان به تبدیل‌شوندگان، اکنون در ارتش و انحنا اشاره کرد.

## بازی در سریال ۲۴
او در هفت فصل نخست سریال ۲۴ در کنار کیفر ساترلند در نقش آرون پیرس بازی کرده‌است و به همین دلیل شناخته می‌شود.